# نورالینک
نورالینک کورپوریشن (به انگلیسی: Neuralink Corporation) یک شرکت آمریکایی در زمینه فناوری عصبی است که توسط ایلان ماسک بنیان‌گذاری شده و تراشه‌های رابط مغز و رایانه قابل‌کاشت در مغز یا واسط مغز و رایانه را توسعه داده و تولید می‌کند. دفتر مرکزی شرکت در سان فرانسیسکو است؛ این کورپوریشن در سال ۲۰۱۶ آغاز به‌کار کرد و در سال ۲۰۱۷ به عموم معرفی شد.
به گفته بلومبرگ، از زمان تأسیس، این شرکت چندین دانشمند قوی و شناخته شده علوم اعصاب از دانشگاه‌های مختلف استخدام کرده‌است. تا ژوئیه سال ۲۰۱۹، ۱۵۸ میلیون دلار بودجه دریافت کرده بود (که ۱۰۰ میلیون دلار آن از ایلان ماسک بود) و ۹۰ نفر کارمند استخدام داشت. در آن زمان، نورالینک اعلام کرد که مشغول کار روی دستگاهی «چرخ خیاطی مانند» است که قادر است نخ‌های بسیار نازک (۴ تا ۶ میکرومتر از عرض) را در مغز کاشت کند و سیستمی را نشان داد که اطلاعات را از یک موش آزمایشگاه از طریق ۱۵۰۰ الکترود می‌خواند. پیش‌بینی می‌شود آزمایش‌ها روی انسان در سال ۲۰۲۰ آغاز شود.

## بررسی اجمالی

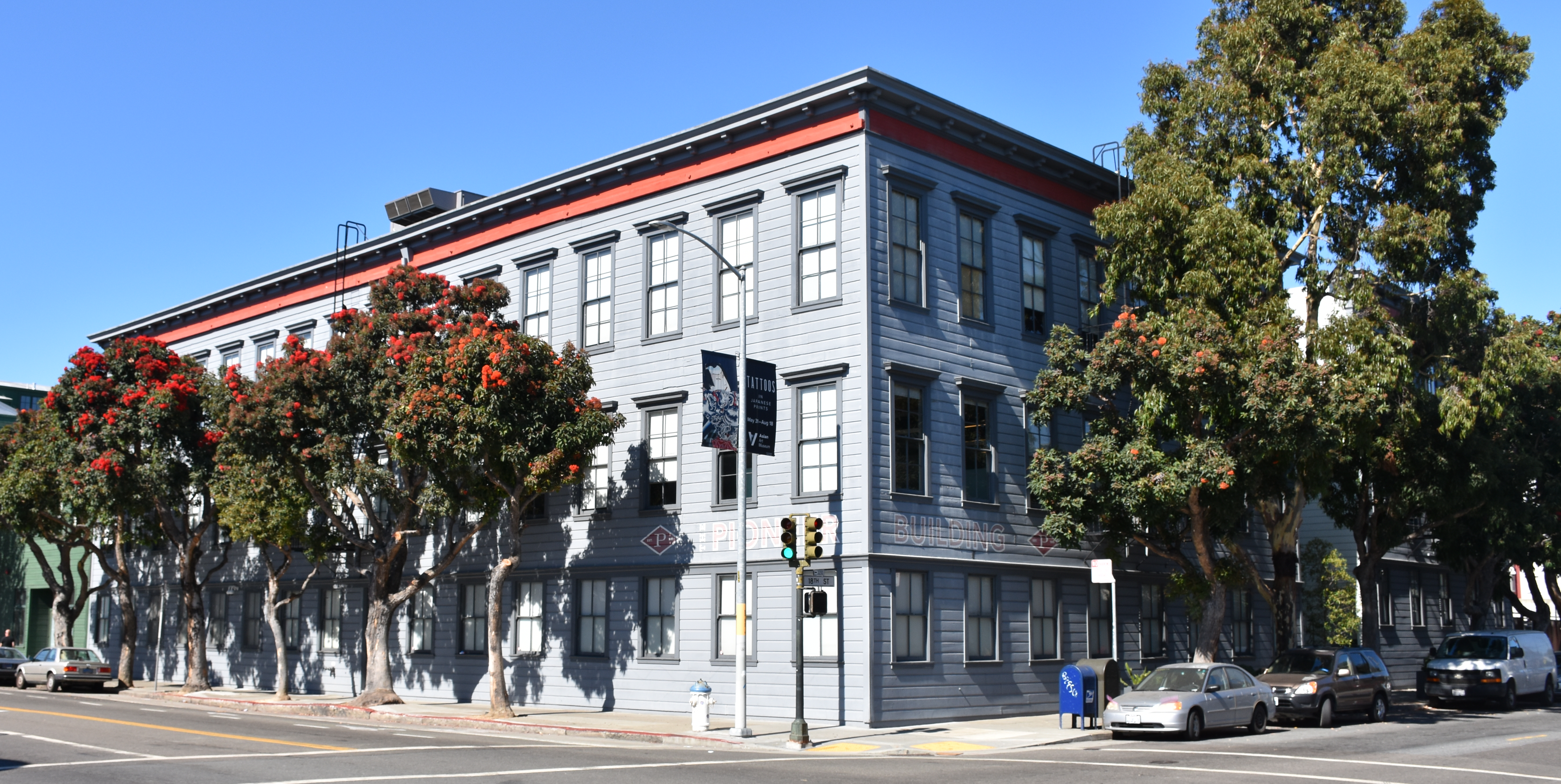
ساختمان پایونیر در سان فرانسیسکو که دارای دفاتر نورالینک و اوپن ای‌آی است

نورالینک در سال ۲۰۱۶ توسط ایلان ماسک، بن راپورت، دونگجین سو، ماکس هوداک، پل مرولا، فیلیپ سابز، تیم گاردنر، تیم هانسون و ونسا تولوسا تأسیس شد.
در آوریل ۲۰۱۷، وبسایت صبر کنید اما چرا (Wait But Why) گزارش داد که این شرکت قصد دارد در کوتاه‌مدت، دستگاه‌هایی را برای درمان بیماری‌های جدی مغز تولید کند با هدف نهایی بهبود انسان، که گاه به آن ترابشریت گفته می‌شود. ماسک گفت علاقه وی به این ایده تا حدودی ناشی از مفهوم علمی تخیلی " توری عصبی " در جهان خیالی مجلهٔ "فرهنگ" است که مجموعه‌ای از ۱۰ رمان نوشته یان بنکس است.
ماسک توری عصبی را به عنوان "لایه دیجیتال بالای قشری مرکز مغز (Cortex)" تعریف کرد که لزوماً به معنای جراحی گسترده نیست بلکه به صورت ایده‌آل کاشت یا ایمپلنت از طریق رگ یا شریان است. ماسک توضیح داد که هدف بلند مدت دستیابی به «همزیستی با هوش مصنوعی» است که وی در صورت بی‌بندوباری به‌عنوان یک تهدید وجودی برای بشریت تلقی می‌کند. تا تاریخ ۲۰۱۷ برخی از نوروپروتزها می‌توانند سیگنال‌های مغز را تفسیر کنند و به معلولان اجازه دهند که بازوها و پاهای پروتز خود را کنترل کنند. ماسک گفته هدف آن است که ایمپلنت‌ها بتوانند با سرعت پهنای باند با سایر نرم‌افزارهای خارجی و ابزارهای دیگر متصل شوند.
از سال ۲۰۲۰، دفتر شرکت در منطقه میشن سان فرانسیسکو مستقر است و با شرکت اوپن ای‌آی شریک است. ماسک از سپتامبر ۲۰۱۸ صاحب اکثریت سهام شرکت بود اما میز مدیریت را در دست نگرفت. مدیر عامل شرکتُ جِرِد بیرچال است که او همچنین به عنوان مدیر ارشد مالی و رئیس شرکت معرفی شده‌است. نماد تجاری "Neuralink" در ژانویه سال ۲۰۱۷ از صاحبان پیشین آن خریداری شد.
براساس مقاله‌ای از استات نیوز تا اوت سال ۲۰۲۰ُ تنها دو نفر از هشت دانشمند بنیانگذار در این شرکت باقی مانده بودند و همچنین گزارش داد که نورالینک «سال‌ها درگیر مشکلات درونی بود و با سرعت آهسته پیشرفت علوم روبرو شده‌اند.»

## الکترودها
تا سال ۲۰۱۸، این شرکت «از زمان راه‌اندازی خود در مورد کار خود پنهان‌کاری می‌کرد»، اگرچه پیشینه عمومی نشان می‌داد که به دنبال افتتاح یک مرکز آزمایش جانوران در سان فرانسیسکو بوده‌است. متعاقباً شرکت، تحقیقات خود را در دانشگاه کالیفرنیا، دیویس آغاز کرد.

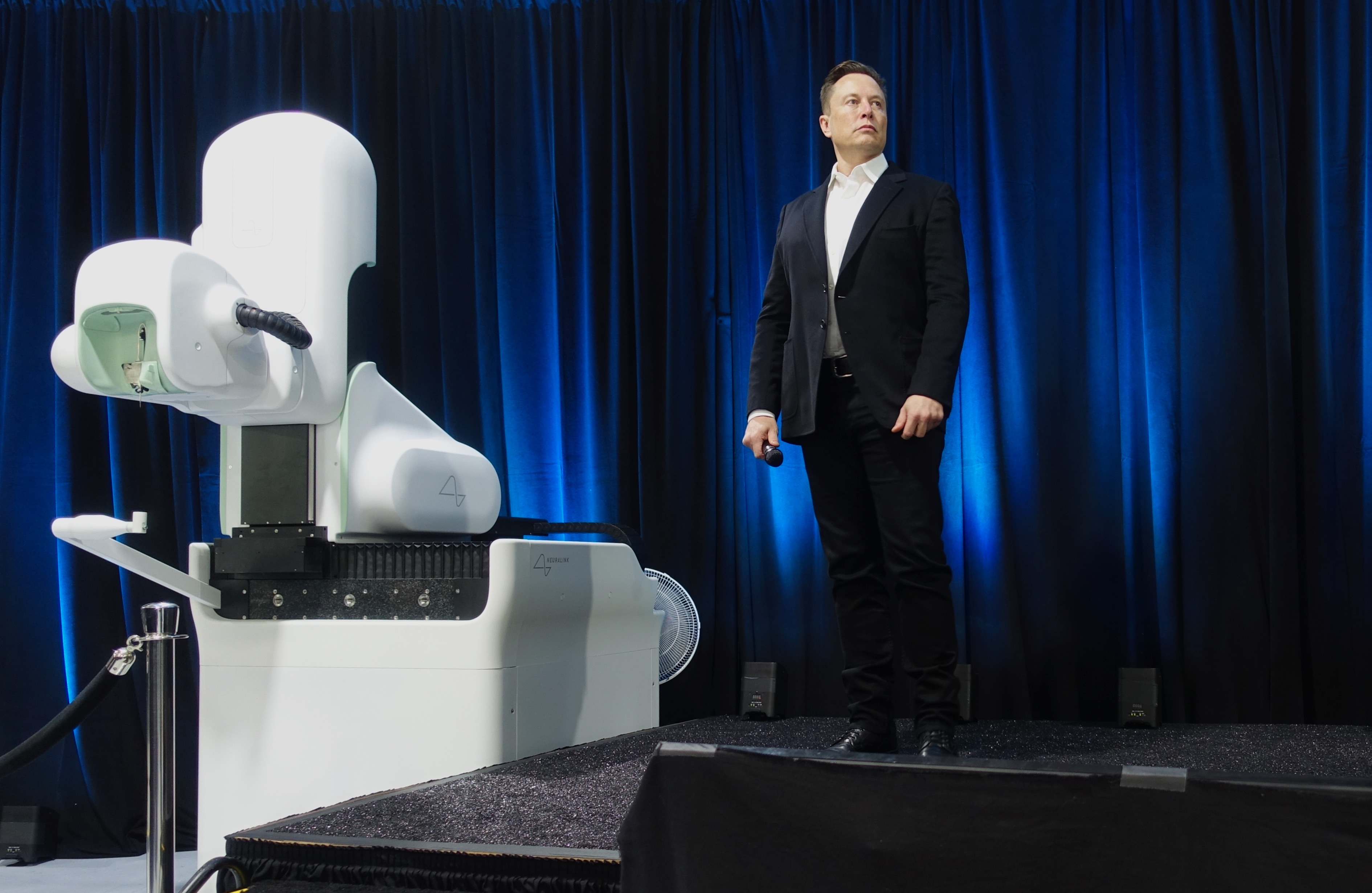
سخنرانی ایلان ماسک دربارهٔ نورالینک

در ماه ژوئیه سال ۲۰۱۹، نورالینک یک پخش زنده در فرهنگستان علوم کالیفرنیا برگزار کرد. فناوری آینده پیشنهادی شامل یک ماژول است که در خارج از سر قرار دارد که به‌طور بی‌سیم اطلاعات را از نخ‌های الکترود انعطاف‌پذیر نازک تعبیه شده در مغز دریافت می‌کند. این سیستم می‌تواند شامل «حداکثر ۳٬۰۷۲ الکترود در هر آرایه توزیع شده در ۹۶ نخ» هر یک از عرض ۴ میکرومتر  تا ۶ میکرومتر پهنا باشد. این نخ‌ها با هدف جلوگیری از آسیب رساندن به رگ‌های خونی توسط دستگاه روباتیک تعبیه شده. در حال حاضر، الکترودها برای ضبط شلیک تک نورون بسیار بزرگ هستند، بنابراین می‌توانند تنها شلیک یک گروه از سلول‌های عصبی را ثبت کنند  نمایندگان نورالینک معتقدند که این مسئله ممکن است به کمک الگوریتم حل شود اما از نظر محاسباتی گران است و نتیجه دقیقی نمی‌دهد.
تا ماه اوت سال ۲۰۲۰، دستگاه پیوند خواندن/نوشتن الکترود ۱۰۲۴— v ۰.۹ نورالینک به عنوان یک اختراع موفق در سازمان غذا و دارو آمریکا قبول شده بود که به آن اجازه می‌دهد تا در آزمایش‌های محدود انسانی تحت رهنمودهای سازمان غذا و دارو آمریکا برای آزمایش دستگاه‌های پزشکی مورد استفاده قرار گیرد.